# Dzidži tongdžjan
Dzidži tongdžjan (kitajsko 資治通鑑, pinjin Zīzhì Tōngjiàn, Wade–Giles Tzŭ1-chih4 t'ung1-chien4, dobesedno  Celovita razmišljanja za  pomoč pri upravljanju) je pionirsko referenčno delo v kitajskem zgodovinopisju, objavljeno leta 1084  med dinastijo Severni Song. Napisano je v obliki kronike, ki beleži kitajsko zgodovino od leta 403 pr. n. št. do 959 n. št., zajema 16 dinastij in časovno obdobje skoraj 1400 let. Glavno besedilo je urejeno v 294 zvitkih (kitajsko 卷, juan), ki ustrezajo posameznim poglavjem, in  vsebujejo približno 3 milijone znakov. 
Leta 1065 n. št. je cesar Jingdzong iz Songa naročil svojemu uradniku Sima Guangu (1019–1086 n. š.), da vodi sestavljanje univerzalne zgodovine Kitajske, mu podelil sredstva in pooblastilo za imenovanje osebja po lastni izbiri. Njegova ekipa je za dokončanje dela  potrebovala 19 let. Leta 1084 ga je predstavila nasledniku kralja Jingdzonga, cesarju Šendzongu iz Songa. Delo je bilo dobro sprejeto in se izkazalo za izjemno vplivno med znanstveniki in širšo javnostjo. Imelo je tudi ogromen vpliv na kasnejše kitajsko zgodovinopisje.

## Vsebina
Knjiga vsebuje 294 poglavij s kronikami šestnajstih dinastij:
- 5 poglavij – Dinastija Džov (1046–256 pr. n. št.)
- 3 poglavja – Dinastija Čin (221–207 pr. n. št.)
- 60 poglavij – Dinastija Han (206 pr. n. št.) – 220 n. št.)
- 10 poglavij – Cao Vej (220–265)
- 40 poglavij – Dinastija Džin (266–420)
- 16 poglavij  – Dinastija Liu Song (420–479)
- 10 poglavij – Južni Či (479–502)
- 22 poglavij – Dinastija Liang (502–557)
- 10 poglavij – Dinastija Čan (557–589)
- 8 poglavij – Dinastija Sui (589–618)
- 81 poglavij – Dinastija Tang (618–907)
- 6 poglavij – Pozni Liang (907–923)
- 8 poglavij – Pozni Tang (923–936)
- 6 poglavij – Pozni Džin (936–947)
- 4 poglavja – Pozni Han (947–951)
- 5 poglavij – Pozni Džov (951–960)